# Сазоновский (Башкортостан)
Сазоновский — упразднённый кордон в Дюртюлинском районе Башкирской АССР Российской Федерации. Входил в состав Черлаковского сельсовета.
Существовал с 1930-х по середину 1950-х годов.

## География

### Географическое положение
Расстояние до:
- районного центра к (Дюртюли): 35 км северо-западу,
- центра сельсовета (Черлак): ? км,
- ближайшей ж/д станции (Янаул): 63 км к югу

## История
Основан в 1930-е годы.
Существовал до середины 1950‑х годов.

## Население
По итогам Всесоюзной переписи  1939 года насчитывалось 8 человек, из них 3 мужчины, 5 женщин.